# Mieczysław Klimaszewski

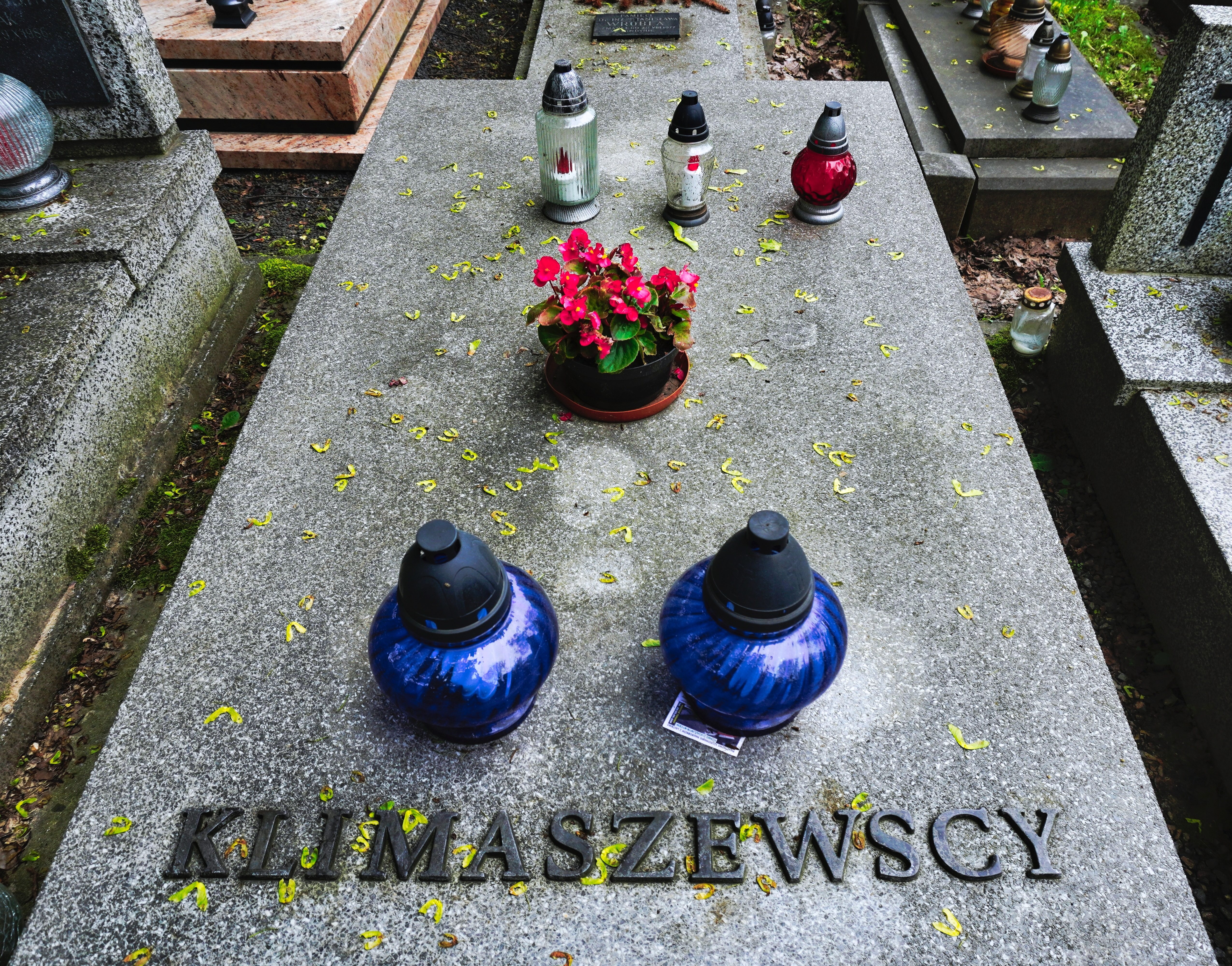
Grób Mieczysława Klimaszewskiego na cmentarzu Rakowickim w Krakowie

Mieczysław Marian Klimaszewski (ur. 26 lipca 1908 w Stanisławowie, zm. 27 listopada 1995 w Krakowie) – polski geograf i geomorfolog, przewodniczący Krakowskiego Komitetu Frontu Jedności Narodu. Poseł na Sejm PRL IV i V kadencji; w latach 1965–1972 członek i zastępca przewodniczącego Rady Państwa.

## Życiorys
Urodził się w rodzinie inteligenckiej. Ojciec był nauczycielem fizyki i matematyki w gimnazjach w Stanisławowie i Jarosławiu. Uczęszczał do szkoły podstawowej w Krakowie. Po ukończeniu w 1927 V Państwowego Gimnazjum im. J. Kochanowskiego w Krakowie studiował geografię i geologię w Uniwersytecie Jagiellońskim, które ukończył w 1931, uzyskując tytuł magistra filozofii z zakresu geografii. W 1933 obronił doktorat na podstawie rozprawy Morfologia i dyluwium doliny Dunajca od Pienin po ujście, w 1945 habilitował się, w 1946 otrzymał tytuł profesora nadzwyczajnego, a w 1957 profesora zwyczajnego. W 1960 został członkiem korespondentem Polskiej Akademii Nauk, w 1971 członkiem rzeczywistym; od 1990 także członek czynny Polskiej Akademii Umiejętności, był również członkiem Polskiego Towarzystwa Geologicznego.
W latach 1928–1939 i w 1945 pracownik naukowy Uniwersytetu Jagiellońskiego, od 1949 profesor tej uczelni; w międzyczasie pracował jako profesor Uniwersytetu i Politechniki we Wrocławiu. W latach 1952–1978 dyrektor Instytutu Geografii UJ, a w latach 1953–1968 dyrektor Instytutu Geografii PAN. W latach 1964–1972 był rektorem Uniwersytetu Jagiellońskiego.
Redaktor pism naukowych „Prace Instytutu Geograficznego Uniwersytetu Jagiellońskiego” (1960–1978) i „Folia Geographica” (1968–1981). Oprócz polskich akademii należał także do korporacji zagranicznych, m.in. Niemieckiej Akademii Przyrodników Leopoldina (od 1961), Akademii Saksońskiej (od 1966), Akademii Fińskiej (od 1970), Akademii Jugosłowiańskiej (od 1974), Królewskiej Szwedzkiej Akademii Nauk (od 1981).
Kilka towarzystw geograficznych przyznało mu honorowe członkostwo (w tym polskie, holenderskie, belgijskie i radzieckie).
W latach 1965–1972 bezpartyjny poseł na Sejm PRL IV i V kadencji; w czerwcu 1965 wybrany na członka Rady Państwa, a w grudniu tegoż roku – na zastępcę przewodniczącego Rady Państwa (był nim do marca 1972). W latach 1967–1972 przewodniczący Rady Naczelnej Towarzystwa Łączności z Polonią Zagraniczną „Polonia”.
W czerwcu 1968 wszedł w skład Komitetu Honorowego obchodów 500. rocznicy urodzin Mikołaja Kopernika. Jako zastępca przewodniczącego Rady Państwa reprezentował Polskę na pogrzebie byłego prezydenta Stanów Zjednoczonych Dwighta Eisenhowera w 1969 i obchodach 2500-lecia Cesarstwa Perskiego w 1971.
Otrzymał kilka doktoratów honoris causa, m.in. uniwersytetów w Jenie, Kijowie i Bratysławie, Alliance College, Uniwersytetu St Andrews, Uniwersytetu w Uppsali oraz Uniwersytetu Śląskiego.
Zmarł w Krakowie, pochowany na cmentarzu Rakowickim (kwatera XXXVI-9-4).

## Publikacje
Opublikował około 230 prac, m.in.:
- Polskie Karpaty Zachodnie w okresie dyluwialnym (1948),
- Studia geomorfologiczne w zachodniej części Spitsbergenu (1960),
- Geomorfologia ogólna (1961),
- Geomorfologia Polski, Polska Południowa (1972),
- Geomorfologia (1978),
- Rzeźba Tatr Polskich (1988),
- Dzieje geomorfologii w czterdziestoleciu PRL (1988).

Wiele prac ukazało się także w pismach zagranicznych.

## Ordery i odznaczenia[2][8]
- Krzyż Wielki Orderu Odrodzenia Polski (1989)[9]
- Order Sztandaru Pracy I klasy (dwukrotnie)
- Krzyż Komandorski z Gwiazdą Orderu Odrodzenia Polski (1964)[10]
- Krzyż Oficerski Orderu Odrodzenia Polski (1956)[10]
- Medal 30-lecia Polski Ludowej
- Medal 40-lecia Polski Ludowej
- Medal 10-lecia Polski Ludowej (15 stycznia 1955)[11]
- Medal Komisji Edukacji Narodowej (1969)[12]
- Odznaka 1000-lecia Państwa Polskiego (1966)[13]
- Odznaka tytułu honorowego „Zasłużony Nauczyciel PRL”
- Złota odznaka „Za pracę społeczną dla miasta Krakowa” (1964)[14]
- Medal im. Mikołaja Kopernika PAN
- Medal 25-lecia UMCS „Nauka w służbie ludu” (1969)[15]
- Wielki Oficer Orderu Narodowego Zasługi (Francja, 1967)[16]
- Medal Humboldta (1959)
- Medal Sappera (1961)
- Medal Mateja Bela (1979)
- Medal Uniwersytetu w Liège (1966)
- Patron's Medal of the Royal Geographical Society (Królewskie Stowarzyszenie Geograficzne) (1978)